# Veda, Härnösands kommun
Veda är en småort i Högsjö socken i Härnösands kommun, som består av två byar halvvägs mellan Kramfors och Härnösand. Mörtsal ligger strax intill Högakustenbrons södra landfäste, och Veda ett 100-tal meter norrut. Innan bron byggdes fanns färjeförbindelse till Veda från Hornö på andra sidan Ångermanälven. Orten ligger mindre än 1 km från Utansjö.

## Befolkningsutveckling
| Befolkningsutvecklingen i Veda/Veda och Mörtsal 1960–2015     | Befolkningsutvecklingen i Veda/Veda och Mörtsal 1960–2015 | Befolkningsutvecklingen i Veda/Veda och Mörtsal 1960–2015 | Befolkningsutvecklingen i Veda/Veda och Mörtsal 1960–2015 | Befolkningsutvecklingen i Veda/Veda och Mörtsal 1960–2015 |
| ------------------------------------------------------------- | --------------------------------------------------------- | --------------------------------------------------------- | --------------------------------------------------------- | --------------------------------------------------------- |
|                                                               |                                                           |                                                           |                                                           |                                                           |
| År                                                            |                                                           |                                                           | Folkmängd                                                 | Areal (ha)                                                |
| 1960                                                          | 1960                                                      |                                                           | 219                                                       |                                                           |
| 1965                                                          | 1965                                                      |                                                           | 246                                                       |                                                           |
| 1970                                                          | 1970                                                      |                                                           | 208                                                       |                                                           |
| 1990                                                          | 1990                                                      |                                                           | 138                                                       | 21#                                                       |
| 1995                                                          | 1995                                                      |                                                           | 67                                                        | 32#                                                       |
| 2000                                                          | 2000                                                      |                                                           | 50                                                        | 31#                                                       |
| 2010                                                          | 2010                                                      |                                                           | 50                                                        | 13#                                                       |
| 2015                                                          | 2015                                                      |                                                           | 61                                                        | 17#                                                       |
| Anm.: Upphörde som tätort 1975. Ej småort 2005. # Som småort. |                                                           |                                                           |                                                           |                                                           |